# 長崎電気軌道160形電車
長崎電気軌道160形電車（ながさきでんききどう160かたでんしゃ）は、1958年（昭和33年）に長崎電気軌道が西日本鉄道より譲り受けた路面電車車両である。
2016年（平成28年）現在、1911年（明治44年）製造の168号が在籍し、日本最古の木造ボギー車となっている。
本項では、1958年から1978年（昭和53年）まで在籍した、類似形式の170形電車についても記述する。

## 概要

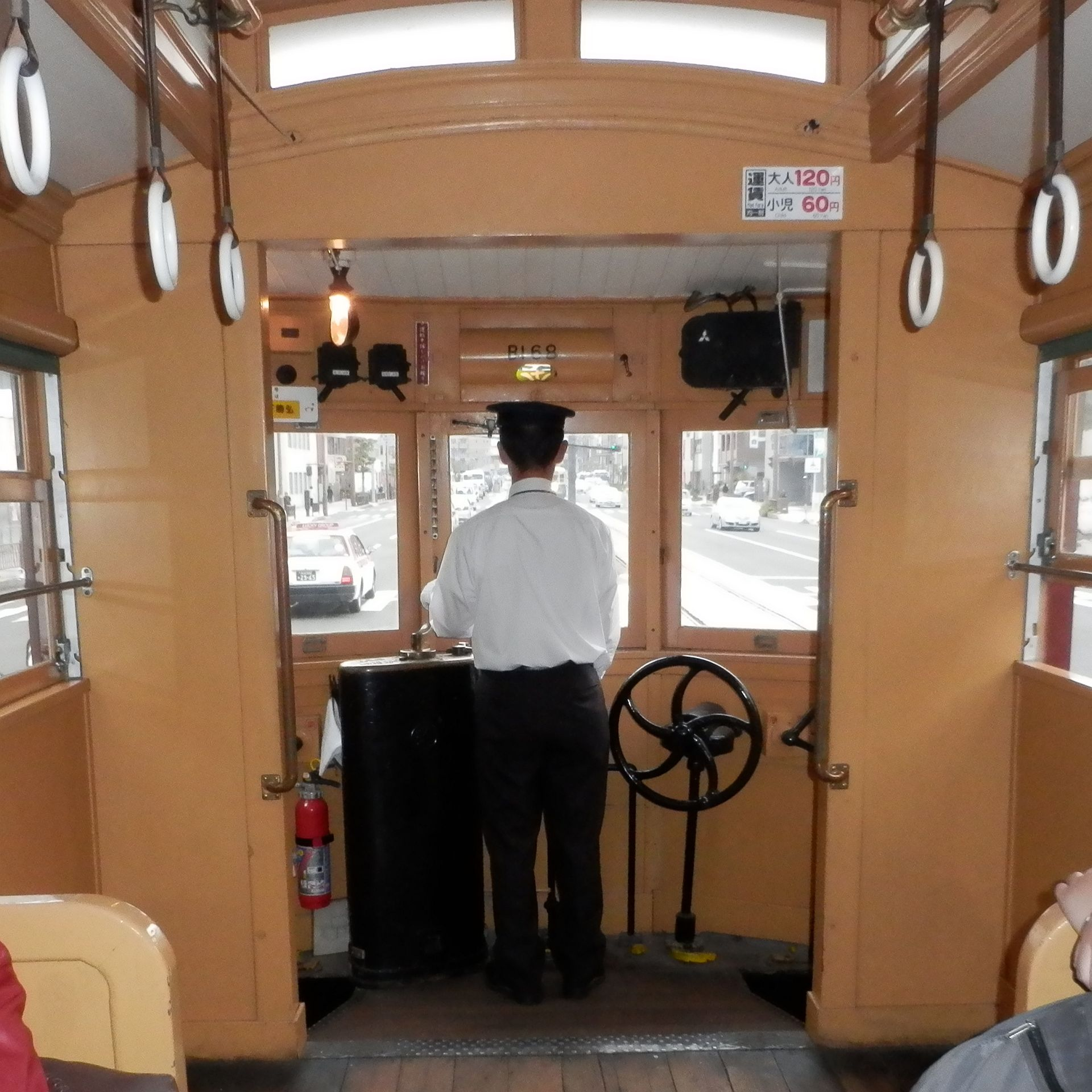
168号の運転台

2軸単車の置換えを目的として、1958年（昭和33年）12月に西鉄福岡市内線の木造ボギー車であった100形13両を譲受したもので、その出自は明治末期から大正にかけて製造された九州電気軌道の木造ボギー車、1形と、その改良形式の35形である。両形式とも西日本鉄道発足ののち、戦後は北九州線から福岡市内線に移り100形として活躍したが、1958年に同年11月で営業廃止となった福島線の半鋼製ボギー車200形が転入してきたことから余剰となり、長崎電気軌道に譲渡された。
長崎電気軌道では、旧1形の6両（101・103・106・144・146・153）を160形、旧35形の7両（136 - 138・140・141・143・156）を170形と分類したが、旧1形の177は福岡市内線時代に分類を誤ったため、170形となっている。
都市間電車の性格が強い北九州線向けに造られた関係上、車輪径が838mm（一般の市内電車は660mm）と大きく、歯車比の設定も高速寄りで定格速度32 km/h、最高速度55 km/hと市内電車としては優れた走行性能を持っていたが、停留所間の距離が短い長崎ではその性能を存分に発揮することはできなかった。
1970年代になると、ワンマン化の進展や車体の老朽化、不燃化の観点から、600形・700形・1050形といった半鋼製車・鋼製の譲渡車に順次置き換えられ、170形は1976年（昭和51年）に形式消滅。160形も162号と168号を除き1973年（昭和48年）までに順次廃車となった。
最後まで残った162号と168号の2両のうち、「明治電車」として有名だったのは162号であった。同車は昭和50年代に映画出演の際、戦前・戦後一時期の標準色であった緑一色に塗り直されており、長崎電気軌道でも廃車とせず動態保存する予定であったが、足回りが予想以上に傷んでいたことから168号が動態保存車として整備されることになり、162号は1978年（昭和53年）8月付で廃車となった。当初はそのまま解体される予定だったが、鉄道愛好家が私財を投じてこれを買い取り、1979年（昭和54年）に西彼杵郡長与町の幼稚園に寄贈した。寄贈後は同園の園庭で静態保存されていたが、老朽化により2007年（平成19年）7月に解体された。

160形162（1966年頃　赤迫停留所）
170形174（1966年頃　赤迫停留所）

## 168号
162号の代わりとして動態保存車となった168号は、1978年の整備の際に塗装が緑一色に塗り替えられたものの、車齢70年を超え老朽化が目立っていた。長崎電気軌道の開業70周年を翌年に控えた1984年（昭和59年）、同社では168号を今後も「貴重な動く明治の資料」として末永く保存すべく、同年9月から翌1985年（昭和60年）2月までの5か月間、浦上車庫にて重要部検査及び全面改修工事を実施した。車体部分は外装の交換や歪み・ねじれの矯正、各部分への補強枠取付けなどが行われた一方で、内装は原型を極力保つべく、つり革のベルトをビニール製から皮革製に交換した以外は手を加えずそのままとした。屋根周りは雨漏りで傷みが激しかったことから、垂木や屋根板が指物細工の要領で全面的に交換され、屋根端部は新製時の段落ち屋根に復元された。塗装や装飾は新製時の九州電気軌道のものではなく、長崎電気軌道創業時の小豆色とし、側面窓下の唐草模様は真鍮で金具を取り付けることにより再現している。なお、改修時に直列（シリース）運転専用に改造されている。2011年（平成23年）5月には製造100周年を迎えた。
通常の営業運転からは退いたとはいえ、その現役稼働年数は100年を超えており、車籍を持つ稼働車としては日本最古の木造ボギー車である。他都市の復元電車と異なり、明治時代から車籍が継続されているため既得権で木造車体のまま営業可能であり、また日本ではじめて現役稼働年数が100年を超えた旅客車両でもある。長崎電気軌道の社史やプレスリリースなどでは明治電車、明治電車168号といった愛称で呼ばれており、主にイベントや貸切、団体臨時列車に用いられている。なお、6月10日（路面電車の日）、11月16日（開業記念日）ならびに10月14日（鉄道の日）近くの日曜日の年3回、営業運転が行われている。その際は並列ノッチがないことからダイヤを乱さないよう乗車可能区間を限定し、一部区間を回送扱いで運転する。
昭和時代の姿を強く留めており、現在営業運転に使用されている他の車両とは以下の様な違いがある。
- 冷房装置が取り付けられていない。
- 集電装置はZパンタグラフではなくビューゲルを用いている（西鉄時代はトロリーポール→菱形パンタグラフであった）。
- ドア開閉、方向幕の操作、集電装置の上下など、ほとんどの部分が運転士と車掌による手動操作となっており、ワンマン運転にも対応していない。
- 運転士と乗客の間に仕切りがなく、乗客が運転士のすぐ側を通って乗降を行う。
- 車掌と運転士が車両備え付けの「信鈴」（紐を引いて鳴らすアナログ式の信号ベル、いわゆるチンチンベル）でお互いに合図を行う昔ながらの方法で運行される。なお、現在の信鈴は復元整備時に東京都電のものが取り付けられている。
- 長崎スマートカードやnimocaには非対応で、機器を設置するスペースもないため、従来と同じ金属製運賃箱を引き続き使用している。

## 車歴表
160形
| 車両番号 | 福岡市内線での 車両番号 | 製造年月   | 長崎電軌への入籍日 | 備考                                                       |
| -------- | ----------------------- | ---------- | ------------------ | ---------------------------------------------------------- |
| 161      | 101                     | 1911年5月  | 1959年2月26日      | 1970年2月16日付で除籍                                      |
| 162      | 144                     | 1911年5月  | 1959年2月26日      | 1978年8月26日付で除籍 長崎県長与町の幼稚園で2007年まで保存 |
| 163      | 146                     | 1911年5月  | 1959年2月26日      | 1970年10月15日付で除籍                                     |
| 166      | 103                     | 1912年11月 | 1959年2月26日      | 1970年2月16日付で除籍                                      |
| 167      | 106                     | 1911年5月  | 1959年2月26日      | 1973年1月19日付で除籍                                      |
| 168      | 153                     | 1911年5月  | 1959年2月26日      | 現役                                                       |

170形
| 車両番号 | 福岡市内線での 車両番号 | 製造年月   | 長崎電軌への入籍日 | 備考                                |
| -------- | ----------------------- | ---------- | ------------------ | ----------------------------------- |
| 171      | 136                     | 1918年12月 | 1959年2月26日      | 1970年2月16日付で除籍               |
| 172      | 137                     | 1919年11月 | 1959年2月26日      | 1970年2月16日付で除籍               |
| 173      | 138                     | 1919年11月 | 1959年2月26日      | 1976年3月11日付で除籍               |
| 174      | 140                     | 1921年4月  | 1959年2月26日      | 1970年2月16日付で除籍               |
| 175      | 141                     | 1921年4月  | 1959年2月26日      | 1970年2月16日付で除籍               |
| 176      | 143                     | 1921年4月  | 1959年2月26日      | 1976年3月11日付で除籍               |
| 177      | 156                     | 1911年5月  | 1959年2月26日      | 形態上は160形 1970年2月16日付で除籍 |

### 社史
- 『五十年史』1967年。
- 『ふりかえる20年の歩み』1985年。
- 『長崎電気軌道100年史』2016年。

### 一般書籍
- 『路面電車ガイドブック』誠文堂新光社、1976年。
- 『私鉄の車両9　西日本鉄道』保育社、1985年。ISBN 4586532092。
- 『長崎の路面電車』長崎出版文化協会、1987年。
- 『長崎のチンチン電車』葦書房、2000年。ISBN 4751207644。
- 『ローカル私鉄車両20年 路面電車・中私鉄編』（JTBパブリッシング・寺田裕一） ISBN 4533047181
- 『日本の路面電車I』（JTBパブリッシング・原口隆行） ISBN 4533034209
- 『長崎「電車」が走る街今昔』（JTBパブリッシング・田栗優一） ISBN 4533059872

### 雑誌記事
- 田栗優一「私鉄車両めぐり〔95〕長崎電気軌道」『鉄道ピクトリアル　1973年2月号』第23巻第2号、鉄道図書刊行会、1973年2月。
- 田栗優一「長崎電気軌道に勤務した頃を振り返る」、『鉄道ピクトリアル　2000年7月臨時増刊号』50巻7号、鉄道図書刊行会
- 笹田昌宏「路面電車の歴史的車両」『鉄道ピクトリアル　2011年8月臨時増刊号』第61巻第8号、鉄道図書刊行会、2011年8月。